# Blizonje
Blizonje (cyr. Близоње) – wieś w Serbii, w okręgu kolubarskim, w mieście Valjevo. W 2011 roku liczyła 290 mieszkańców.